# Résolution 770 du Conseil de sécurité des Nations unies
Membres permanents
- Chine
- États-Unis
- France
- Royaume-Uni
- Russie

Membres non permanents
- Autriche
- Belgique
- Cap-Vert
- Équateur
- Hongrie
- Inde
- Japon
- Maroc
- Venezuela
- Zimbabwe

Résolution no 769 Résolution no 771
La résolution 770 du Conseil de sécurité des Nations unies, adoptée le 13 août 1992, après avoir réaffirmé les résolutions précédentes sur le sujet, notamment les résolutions 743 (1992), 749 (1992),761 (1992) et 764 (1992), le Conseil a reconnu la situation humanitaire à Sarajevo et dans d'autres régions de Bosnie-Herzégovine.
Dans cette résolution, le Conseil déterminé que la situation constituait une menace pour la paix et la sécurité internationales, la résolution devant être adoptée en vertu du chapitre VII de la Charte des Nations unies. C'est la première résolution invoquant le chapitre VII pour le cas de l'ex-Yougoslavie,. Le Conseil a exigé que toutes les parties concernées en Bosnie-Herzégovine cessent immédiatement les combats, exigeant un accès continu et sans entrave à tous les camps, prisons et centres de détention pour le Comité international de la Croix-Rouge. Il a également appelé les États membres, au niveau national ou par l'intermédiaire d'agences internationales, à faciliter l'acheminement de l'aide humanitaire à Sarajevo et dans d'autres régions de Bosnie-Herzégovine, leur demandant en outre de faire rapport au secrétaire général Boutros Boutros-Ghali sur les mesures qu'ils ont prises.
La résolution demande au secrétaire général de suivre la situation afin d'envisager de nouvelles mesures possibles pour assurer la livraison sans entrave du matériel humanitaire, exigeant que toutes les parties garantissent la sécurité des agents des Nations unies et des autres travailleurs humanitaires dans le pays.
La résolution 770 a été adoptée par douze voix contre zéro, avec trois abstentions : celle de la Chine, de l'Inde et du Zimbabwe. 

## Voir également
- Éclatement de la Yougoslavie
- Guerre de Bosnie
- Guerre d'indépendance croate
- Guerre d'indépendance slovène
- Guerres yougoslaves